# Вилим Хорвај
Вилхелм Вилим Хорвај (псеудоним Шварцман; Бела Црква, 1901 – Москва, 19. април 1939) био је југословенски револуционар немачког порекла и секретар СКОЈ-а.

## Биографија
Рођен је 1901. године у Белој Цркви код Вршца. По народности је био Немац.
Првобитно је био члан КП Румуније од 1922. до 1923. године, а од 1923. године члан КП Југославије. Био је лидер београдске комунистичке омладине, а потом секретар Покрајинског комитета СКОЈ-а за Хрватску 1925. године, те члан Централног комитета СКОЈ-а. Од 1927. године је био члан Покрајинског комитета СКОЈ-а за Србију.
Током велике полицијске провале у СКОЈ и партијску организацију у Београду, октобра 1927. године Вилим Хорвај је био ухапшен и осуђен на годину дана затвора. Претходно су ухапшени омладинци мучени у београдској Главњачи, о чему су јавно говорили током суђења.
Године 1929. био је поново ухапшен у Загребу. У Судбеном столу припремало се његово суђење. За неколико дана очекивало се да буде осуђен и бачен на робију. Након успешне акције коју су организовали његови партијски другови, из загребачке полиције је спашен Вилим Хорвај. Вођа акције спашавања био је Стјепан Цвијић.
После бекства из Југославије живео је у Бечу, Берлину и Москви. Према једном извору, 1929. године је емигрирао у Совјетски Савез, а према другом извору 1933. године.
У Москви је завршио Комунистички универзитет националних мањина Запада и постао руководилац југославенског сектора Међународне лењинске школе. Такође је био један од истакнутих званичника светске Комунистичке омладинске интернационале. Хорваја су, по правилима конспиративности, партијски другови звали Милан Белић, а московски псеудоним му је био Степан Антонович Шварцман.
Ухапшен је 3. новембра 1938. на радном месту уредника издавачког предузећа „Страни радник“ у Москви. Истог дана, поред њега су ухапшени и шпански борци Владимир Ћопић и Јанко Јовановић. Стрељан је у Москви 19. априла 1939. године.
Рехабилитован је у Совјетском Савезу 10. јуна 1958. године.